# AMD-800-Serie
Die AMD-800-Serie ist eine Chipsatz-Familie von AMD für K10-Prozessoren und Nachfolger der AMD-700-Serie. Im Gegensatz zur Vorgängergeneration ist die 800-Serie nur für den Sockel AM3 vorgesehen.

## Beschreibung
Das erste Modell der 800-Serie stellte AMD am 2. März 2010 auf der Computermesse CeBit in Hannover vor. Dabei handelte es sich um den 890GX-Chipsatz, der, wie der Name bereits suggeriert, den älteren 790GX-Chipsatz aus dem Sommer 2008 ablösen soll. Die unter dem Codenamen RS880P entwickelte Northbridge ist allerdings technisch gesehen mit dem im August 2009 vorgestellten 785G-Chipsatz (Codename: RS880) identisch. Nur das bestehende Interface zur Southbridge wird nun über vier PCI-Express-2.0-Leitungen angebunden, welche zuvor noch mit PCI-Express-1.1-Standard betrieben wurden. Durch den nun als „A-Link Express III“ bezeichneten Standard steigt die Übertragungsrate auf insgesamt 4 GByte/s (2 GByte/s pro Richtung). Neuentwickelt ist dagegen die SB850-Southbridge, die erstmals nativ den SATA-III-Standard unterstützt. Bisher musste dieser über Zusatzchips bereitgestellt werden. Die USB 3.0 Schnittstelle wird nicht vom Chipsatz selbst unterstützt, allerdings bieten viele Mainboards mit einem AMD 8er-Chipsatz auch USB 3.0 an, was über einen zusätzlichen NEC-Controller realisiert wird. Vermutlich war die Entwicklung des SB850-Chips bereits zu weit fortgeschritten, als die finale USB 3.0-Spezifikation fertiggestellt wurde. Als IGP kommt die Radeon HD 4290 zum Einsatz, wobei es sich um eine höher getaktete Radeon HD 4200 handelt. Der weiterhin verwendete RV620-Grafikprozessor wird aber nun mit 700 statt mit 500 MHz betrieben.
Die Modelle 890FX, 880G und 870 folgten am 27. April 2010.

## Modellübersicht
Alle Chipsätze sind nach der verwendeten Northbridge benannt.

### Northbridges
| Modell    | Codename | Erscheinungsdatum | Fertigungs- prozess | CPU-Anbindung   | IGP                | PCIe 2.0 Lanes | Southbridge   | Multi-GPU-Technik                     | TDP    | Sonstiges                                               |
| --------- | -------- | ----------------- | ------------------- | --------------- | ------------------ | -------------- | ------------- | ------------------------------------- | ------ | ------------------------------------------------------- |
| AMD 890FX | RD890    | 27. April 2010    | 65 nm               | 2000 MHz HT 3.0 | -                  | 42 Lanes       | SB850         | ATI Crossfire X                       | 19,6 W | IOMMU 1.2                                               |
| AMD 890GX | RS880P   | 2. März 2010      | 55 nm               | 2000 MHz HT 3.0 | ATI Radeon HD 4290 | 22 Lanes       | SB850         | ATI Crossfire X, ATI Hybrid Crossfire | 25 W   | HD-Video-Unterstützung, Avivo-HD, DirectX 10.1, UVD 2.0 |
| AMD 880G  | RS880D   | 27. April 2010    | 55 nm               | 2000 MHz HT 3.0 | ATI Radeon HD 4250 | 22 Lanes       | SB850 / SB710 | ATI Hybrid Crossfire                  | 18 W   | HD-Video-Unterstützung, Avivo-HD, DirectX 10.1, UVD 2.0 |
| AMD 870   | RD870    | 27. April 2010    | 65 nm               | 2000 MHz HT 3.0 | -                  | 22 Lanes       | SB850 / SB710 | -                                     | 12,5 W | -                                                       |

#### Integrierte Grafik (IGP)
Einige Chipsätze der AMD 800er Serie verfügen über einen integrierten Grafikkern (IGP). Die Modelle unterscheiden sich im Wesentlichen durch die Taktrate, die bei der HD 4290 um 25 % höher ist.
| Modell         | DirectX API | Takt (MHz) | Videobeschleunigung | Videobeschleunigung | Unterstützte Video-Formate | Unterstützte Video-Formate | Unterstützte Video-Formate | Multi-GPU-Technik   | Sonstige Video Funktionen | Unterstützte Videoausgabe-Modi | Unterstützte Videoausgabe-Modi | Unterstützte Videoausgabe-Modi | Unterstützte Videoausgabe-Modi | SurroundView (Multi-display) |
| Modell         | DirectX API | Takt (MHz) | AVIVO               | AVIVO HD+ UVD+AVP   | MPEG-2                     | H.264                      | VC-1                       | Multi-GPU-Technik   | Sonstige Video Funktionen | DisplayPort (mit DPCP)         | HDMI 1.2a (mit HDCP)           | DVI (mit HDCP)                 | D-Sub                          | SurroundView (Multi-display) |
| -------------- | ----------- | ---------- | ------------------- | ------------------- | -------------------------- | -------------------------- | -------------------------- | ------------------- | ------------------------- | ------------------------------ | ------------------------------ | ------------------------------ | ------------------------------ | ---------------------------- |
| Radeon HD 4250 | 10.1        | 560        | Ja                  | Ja, UVD 2           | Ja                         | Vollständig                | Vollständig                | ATI Hybrid Graphics | Dual Videostream          | Ja                             | Ja                             | Ja                             | Ja                             | eingeschränkt                |
| Radeon HD 4290 | 10.1        | 700        | Ja                  | Ja, UVD 2           | Ja                         | Vollständig                | Vollständig                | ATI Hybrid Graphics | Dual Videostream          | Ja                             | Ja                             | Ja                             | Ja                             | eingeschränkt                |

Ein Mehrbildschirmbetrieb ist bei beiden Modellen möglich, allerdings kann jeweils nur eine digitale Schnittstelle zugleich angesprochen werden. Somit sind nur die Modi VGA+DVI, VGA+HDMI oder VGA+Displayport möglich.

### Southbridges
| Modell | Fertigungs- prozess | PCI-Anschlüsse       | PCIe 2.0 Lanes | PATA       | SATA                   | Unterstützte RAID-Modi | USB-Anbindungen          | Ethernet                          | Audio | NB-SB-Schnittstelle | TDP   |
| ------ | ------------------- | -------------------- | -------------- | ---------- | ---------------------- | ---------------------- | ------------------------ | --------------------------------- | ----- | ------------------- | ----- |
| SB710  | 130 nm              | 6 (Rev. 2.3, 33 MHz) | -              | 2× ATA-133 | 6× SATA-II (3 Gbit/s)  | 0, 1, 10               | 12× USB 2.0 + 2× USB 1.1 | -                                 | HDA   | A-Link Express II   | 4,5 W |
| SB850  | 65 nm               | 4 (Rev. 2.3, 33 MHz) | 2              | -          | 6× SATA-III (6 Gbit/s) | 0, 1, 5, 10            | 14× USB 2.0 + 2× USB 1.1 | GbE-MAC, zusätzliche PHY benötigt | HDA   | A-Link Express III  | 4 W   |

Darüber hinaus war mit der SB810 eine abgespeckte SB850 geplant, die jedoch auf unbestimmte Zeit verschoben ist. Sie sollte der SB850 entsprechen, allerdings nur SATA-II beherrschen und den Raid-Modus 5 nicht unterstützen. Da (Stand Juni 2011) bereits die Chipsatzserie 900 mit ebenfalls neuen Southbridges lieferbar ist, erscheint eine Veröffentlichung der SB810 indes sehr fraglich.